# Колесник Віталій Олександрович
Віталій Олександрович Колесник (нар. 15 березня 1983, Суми, УРСР) — український футболіст та футзаліст, у 2014 році отримав польське громадянство.

## Життєпис
Вихованець сумського футболу. Дорослу футбольну кар'єру розпочав 2001 року в краснопільському «Яворі», у складі якого провів 7 поєдинків в аматорському чемпіонаті України. Потім перейшов у футзал, виступав за сумскі команди. У квітні 2001 року захищав кольори «Сумигазу», а з листопада 2001 року — «Універ-Автомару», за який виступав до 2011 року. У 2009 році грав в оренді за харківський «Локомотив», який посів третє місце в Екстра-лізі України. У 2010 році виступав в оренді за інший харківський колектив, «Моноліт». З 2010 по 2012 рік паралельно з кар'єрою футзаліста виступав за «Нафтовик-2» (Охтирка) в чемпіонаті Сумської області. З 2011 по 2020 рік захищав кольори польського клубу «Ред Девілс» (Хойніце). У сезоні 2012/13 років разом з хойніцьким клубом став віце-чемпіоном Польщі, а в 2016 році — володарем кубку Польщі. У 2017—2020 році — капітан команди «Ред Девілс». Напередодні старту сезону 2020/21 років став гравцем клубу футзальної екстракляси «Тім Лемборк».